# Knut Fægri
Knut Fægri  (Bergen , 17 de julho de 1909 – 2001 ) foi um botânico  norueguês.